# Tramnet van Essen, Mülheim en Oberhausen

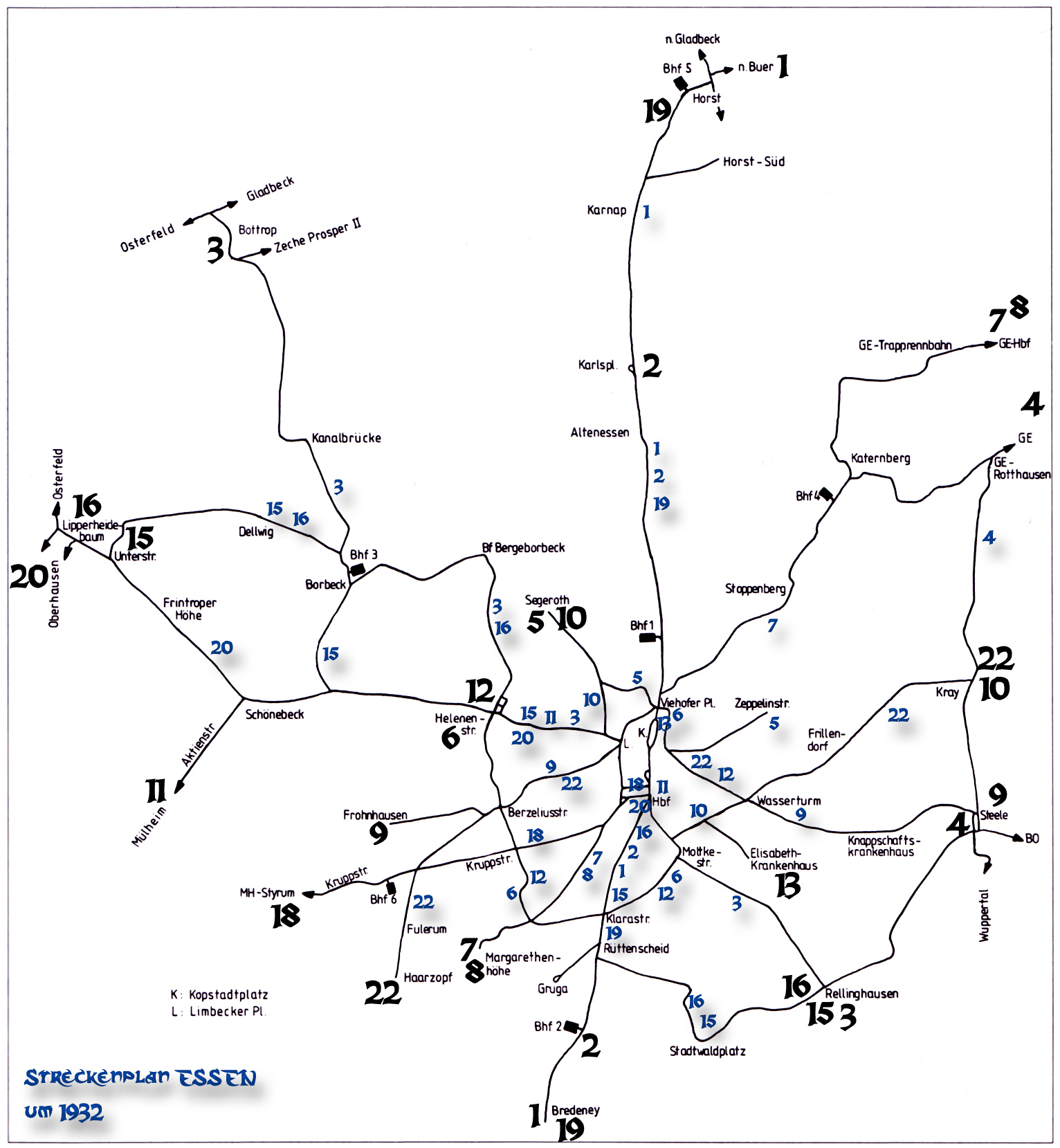
tramnet van Essen in 1932

Het tramnet van Essen, Mülheim en Oberhausen is een belangrijk openbaar vervoermiddel in de Duitse steden Essen, Mülheim en Oberhausen in de Metropoolregio Rijn-Ruhr. Het metersporige net met een lengte van circa 87 kilometer, wordt door de Ruhrbahn en de StOAG geëxploiteerd en is vervlochten met de Stadtbahn van Essen. In Mülheim ligt op het gezamenlijke traject met de Tram van Duisburg vierrailig spoor waarbij het meterspoor tussen het normaalspoor ligt. De tramnetten in elke van de drie steden zijn meteen van start gegaan met elektrische trams, in Essen in 1893 en in beide andere steden in 1897. Van 1968-1996 reden er in Oberhausen geen trams.

## Sneltram
In 1961 bij de verbouwing van de huidige A40 tot de Ruhrschnellweg werd in de middenberm een sneltramlijn aangelegd tussen de Bismarckplatz in Essen en Mülheim an der Ruhr, lijn 8/18. Deze lijn werd vanaf 1977 verbouwd tot Stadtbahn, lijn U18. Aan de andere kant van de Ruhrschnellweg verscheen tussen de watertoren en Kray in de middenberm lijn 3, vanaf 1985 vervangen door een geleide bus.

## Netwerk
Elk van de drie hadden een eigen vervoerbedrijf, de EVAG in Essen, de MVG in Mülheim en de StOAG in Oberhausen. De eerste twee bedrijven zijn in 2017 samengegaan tot de Ruhrbahn. Het totale netwerk bestaat (in 2022) uit 10 tramlijnen: te weten 101 tot en met 109 en de 112. Deze lijnnummering past geheel in het systeem van Verkehrsverbund Rhein-Ruhr (afgekort VRR). Binnen de regio heeft niet alleen de Stadtbahn van Essen vrijliggende banen, ook het traject ten noorden van het van Oberhausen Hauptbahnhof is deels aangelegd naar semimetro standaard.

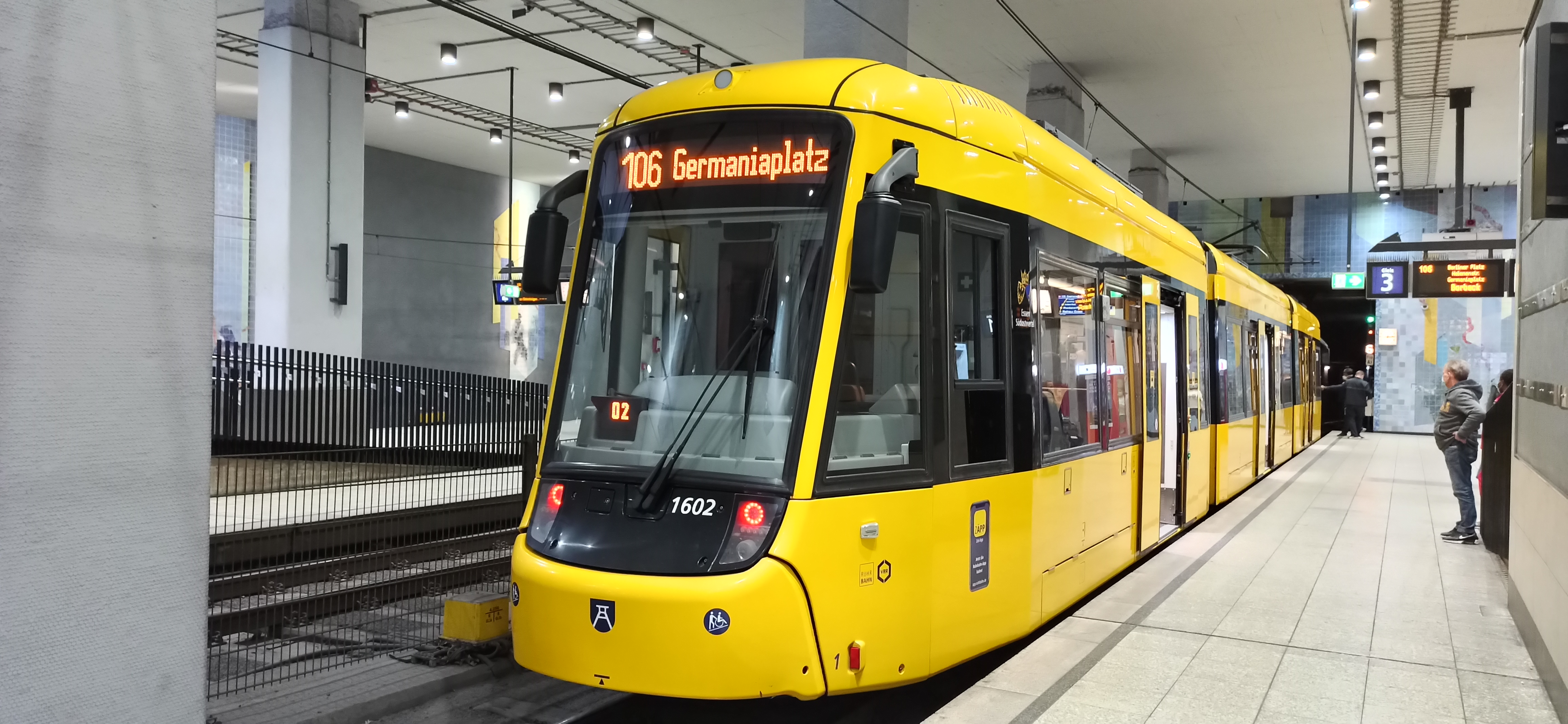
Flexity Classic tram

### Toekomst
Onder de werktitel CITYBAHN bestaat er in Essen een plan om nieuwe bovengrondse tramsporen aan te leggen. Het gaat om een Oost-West verbinding langs het hoofdstation (HBf) die ook een nieuw woongebied, namelijk Essen 51 moet gaan bedienen. De lijnen 101, 105 en 108 zullen geheel of gedeeltelijk gebruik gaan maken van de nieuwe sporen. Het project komt er mede doordat de binnenstadstunnels hun capaciteit bereiken en om de wens meer mensen met het OV te laten reizen. De oplevering staat gepland voor 2026.

## Materieel
Bij de trambedrijven in de Rijn-Ruhr regio is het meestal gebruikelijk elk type aan te duiden met de typenaam die de fabrikant hanteerde. De aantallen zijn van eind 2023.

### Huidig
- M6/8 Tussen 1976 en 1992 werden van Duewag gelede trams van het type M6/M8 in dienst gesteld. Deze trams zijn van het type tram met jacobsdraaistel en de M8 is 26,6 m lang. Daarvan zijn er nog 19 van in dienst.
- NF6D In 1995 en 1996 werden van Duewag 10 lagevloertrams van het type NF6D in dienst gesteld. De trams zijn van het type tram met opgelegde bak en 28,6 m lang. Daarvan zijn er nog 8 van in dienst.
- M8D-NF Tussen 1999 en 2001 werden van Bombardier 34 lagevloertrams van het type Flexity Classic/M8D-NF in dienst gesteld. De trams zijn van het type tram met opgelegde bak en 30,0 m lang. Daarvan zijn er nog 28 van in dienst.
- M8D-NF2 Tussen 2013 en 2016 werden van Bombardier 42 lagevloertrams van het type Flexity/M8D-NF2 in dienst gesteld. De trams zijn van het type tram met zwevende bak en 30,0 m lang.
- M8D-NF4 Vanaf 2021 werden van Bombardier/Alstom 32 lagevloertrams van het type Flexity/M8D-NF4 in dienst gesteld. De trams zijn van het type tram met zwevende bak en 30,0 m lang.

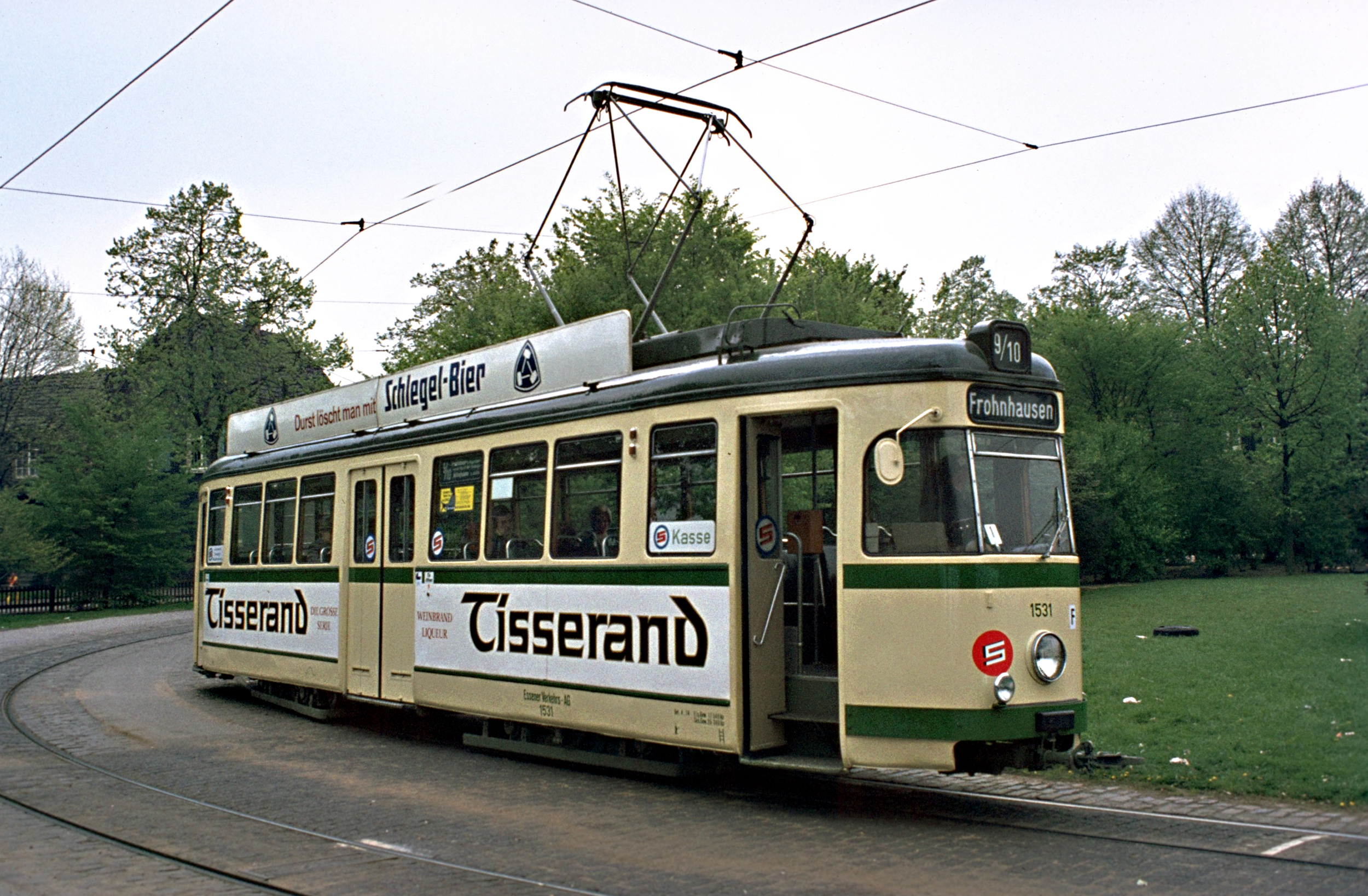
Essense vierasser in 1971

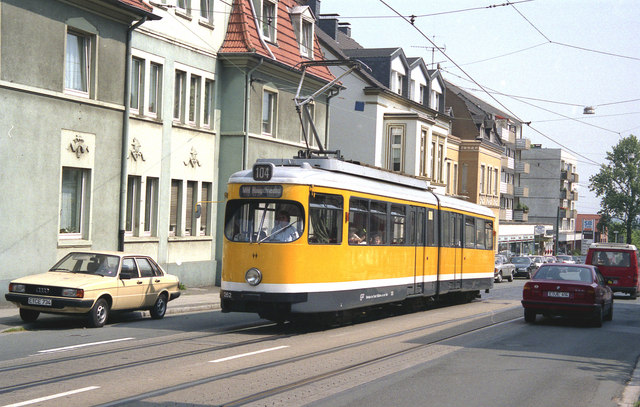
Enkelgelede wagen uit Mülheim in 1991

### Historisch
Düwag Großraumwagen
- In Essen werden tussen 1951 en 1956 50 motorwagens afgeleverd, 513-562 in 1960 vernummerd in 1513-1562 en tussen 1962-1966 11 bijwagens, 2521-2531.
- In Mülheim werden in 1954 11 motorwagens, 220-230 afgeleverd en 12 bijwagens, 186-198.

GT6/GT8
- In Essen werden tussen 1958 en 1966 78 enkelgelede wagens afgeleverd, 601-618, 620-660 (in 1960 vernummerd in 1601-1618 en 1620-1660), 1661-1663, 1671-1676, tweerichtingwagens 1721-1730 en 6 dubbelgelede wagens, 1801-1806.
- In Mülheim werden tussen 1958 en 1964 13 enkelgelede wagens afgeleverd 250-259 en 247-249.

Een aantal wagens had ook deuren aan de linkerzijde. Bij beide bedrijven werden een aantal enkelgelede wagens dubbelgeleed.